# 鹤龙街道
鹤龙街道，是中华人民共和国广东省广州市白云区下辖的一个街道办事处。
2013年12月19日，广州市人民政府批复同意白云区部分行政区划调整，设立鹤龙街道办事处，管辖原嘉禾街道办事处的鹤南社区、鹤边社区、鹤北社区、时代玫瑰园社区、金碧雅苑社区、乐得社区、二矿社区、员村社区、黄边社区、尹边社区、彭上社区、彭西社区。鹤龙街道办事处驻鹤龙一路583号（原嘉禾街道办事处驻地）。

## 行政区划
鹤龙街道下辖以下地区：
乐得社区、彭西社区、鹤边社区、黄边社区、鹤南社区、鹤北社区、员村社区、二矿社区、尹边社区、彭上社区、时代玫瑰园社区和金碧雅苑社区。

## 交通

### 地铁
█2号线：黄边站

█3号线：白云大道北站